# 머조러티 오브 원
《머조러티 오브 원》(A Majority Of One)은 미국에서 제작된 머빈 르로이 감독의 1961년 영화이다. 로사린드 러셀 등이 주연으로 출연하였고 머빈 르로이 등이 제작에 참여하였다.

## 줄거리
과부 버사 제이코비는 딸 앨리스 블랙의 설득으로 뉴욕 브루클린에서 도쿄로 이사하여 도쿄 주재 미국 대사관에 근무하는 앨리스와 그녀의 남편 제리 가까이 살게 된다. 일본으로의 이사가 임박했다는 소식을 버사에게 전하러 온 앨리스와 제리는 스스로를 자유주의자라고 여기며, 이웃이 소수 민족에 의해 침해받고 있다고 걱정하는 버사의 친구 에시에게 거만할 정도로 예의를 갖춘다. 버사는 에시의 생각에 동의하지 않아 무시한다. 그럼에도 불구하고 버사는 제2차 세계 대전 중 "자신의 아들을 죽인 사람들"인 일본인에 대한 적개심을 극복하기 어려워하며, 이는 일본에 살게 된다면 큰 문제로 다가올 것이다.
도쿄행 배 위에서 버사는 제리의 외교 임무에 중요한 역할을 하는 상냥한 백만장자 일본인 불교도 사업가 아사노 고이치를 만난다. 아사노는 버사에게 친절하게 대하지만 버사는 그를 차갑게 대한다. 아사노는 자신이 버사의 기분을 상하게 했는지 또는 버사가 일본인에게 반감을 가지고 있는지 묻고, 버사는 아들의 죽음에 대한 감정을 털어놓는다. 아사노는 자신도 배가 급강하폭격기에 의해 파괴되어 아들을 잃었고, 히로시마에서 간호사로 일하던 딸도 잃었다고 말한다.
버사는 아사노의 친절에 보답하기 시작하며, 지난 4년 동안 각자 배우자를 잃었다는 공통점으로 그와 유대감을 형성한다. 버사와 그녀의 남편은 작은 조화 사업을 운영했다. 제리는 버사가 아사노와 어울리는 것을 기뻐했지만, 파티에서 둘이 함께 춤추는 것을 보고는 기분이 상한다. 앨리스는 버사에게 제리의 외교적 역할에 영향을 미치기 위해 그녀를 이용할 수도 있는 사람과 너무 가까워지지 말라고 경고한다. 아사노는 버사가 다시 거리를 두는 것을 느낀다. 배에서 내릴 때, 그는 버사에게 자신의 명함을 주며 일본에서 도움을 주겠다고 제안한다.
미국 외교관들은 일본어와 관습을 배우려는 노력을 거의 하지 않는다. 제리는 몇몇 문화적으로 부적절한 제스처로 아사노를 실수로 모욕한다. 아사노는 제리의 행동을 대사에게 언급하며 외교 협상을 중단한다.
아사노와 화해하기 위해 버사는 그의 집을 방문한다. 아사노는 그녀에게 호화로운 선물과 환대를 베푼다. 그는 그녀를 사교 행사에 데려가며 공식적으로 구애해도 될지 허락을 구한다. 버사는 고려할 심각한 요인들이 많으므로 생각해보겠다고 약속한다. 버사가 아사노의 구애를 딸과 사위에게 알리자, 그들은 인종 간 결혼이라는 생각에 반대한다. 버사는 그들에게 에시의 편견에 대한 비판을 상기시키며 위선적이라고 비난한다. 아사노가 전화했을 때, 버사는 구애하기에는 너무 이르다고 주장하며 그의 제안을 거절한다. 둘 다 단지 외로웠을 뿐이며, 아직 죽은 배우자를 애도하고 있다고 말한다. 버사는 뉴욕으로 돌아갈 생각이지만, 아사노가 자주 여행할 때 계속 만나기로 동의한다.
얼마 후 뉴욕에서 버사와 아사노는 다시 만나고, 아사노가 유엔의 직책을 수락했으므로 충분한 시간이 흘러 서로를 만날 수 있다고 동의한다.

## 출연

### 주연
- 로사린드 러셀
- 알렉 기네스

### 조연
- 레이 던튼
- 매들린 루
- 매 퀘스텔
- 마크 마노

## 기타
- 원작자: 레너드 스피겔가스
- 의상: 오리 켈리

## 같이 보기
- 화이트워싱